# Обріз
Обріз, також ути́нок — це вогнепальна зброя, виготовлена шляхом вкорочення дула рушниці (зазвичай в кустарних умовах).

## Застосування
Лупара, сицилійський обріз, використовувався місцевими пастухами для захисту стада від вовків.
Згодом, лупара став ассоціюватися з Коза Нострою, мафією італійського походження. Він традиційно використовується для здійснення вендетти — кровної помсти.
Серед переваг обрізу можна виділити його невеликі габарити (порівняно зі звичайною рушницею) та одночасно велику потужність пострілу, але обріз є ефективною зброєю лише на близьких дистанціях

## Легальність
Виготовлення обрізу забороняється законами більшості країн Світу.
Незаконне виготовлення, переробка чи ремонт вогнепальної зброї карається позбавленням волі строком від трьох до семи років, згідно зі статтею 263 Кримінального кодексу України.